# Барба (Пистоја)
Барба је насеље у Италији у округу Пистоја, региону Тоскана.
Према процени из 2011. у насељу је живело 1218 становника. Насеље се налази на надморској висини од 40 м.